# Dimethylsulfide
Dimethylsulfide (DMS) is een organische zwavelverbinding met de molecuulformule (CH3)2S. Het is de eenvoudigste vertegenwoordiger van de stofklasse thio-ethers.

## Voorkomen
Dimethylsulfide is een metaboliet van veel biologische processen en komt veelvuldig voor in de natuur. In zeelucht is het een van de markantste componenten die de geur bepalen.
De verbinding ontstaat in het dagelijks leven bij het koken van verschillende groenten, vooral koolsoorten, en zeevruchten. Dimethylsulfide heeft al bij zeer lage concentraties een zeer onaangename geur, die persoonsafhankelijk wordt waargenomen vanaf 0,02 tot 0,1 ppm. Soms wordt de verbinding gebruikt als geurstof in voedingsmiddelen, zij het wederom in lage concentraties. 

### DMS in bier
In bier komt ook DMS voor. In lage concentraties is het niet waar te nemen, maar bij hoge concentraties geeft dit een smaak die doet denken aan gekookte groenten. Via de mout komt DMS in het bier terecht. Naarmate een mout beter is opgelost, is er meer DMS aanwezig. DMS is zeer vluchtig en bij het eesten, tijdens het mouten, verdwijnt een groot gedeelte van deze stof via verdamping. Tijdens het brouwen van het bier wordt de wort minimaal een uur gekookt om de vluchtige stoffen te laten verdampen. Desondanks verdampt nog niet alle DMS en is het van belang om na het koken de wort zo snel mogelijk weer af te koelen.

### DMS in het heelal
In 2025 werd de stof, evenals dimethyldisulfide aangetoond met de James Webb-ruimtetelescoop in planeet K2-18b, op 124 lichtjaar afstand van de aarde.

## Toepassingen
In de industrie wordt dimethylsulfide ingezet in de petrochemie om de vorming van cokes en koolstofmonoxide te controleren. Eveneens wordt het gebruikt in de staalindustrie, waar het dient om stofdeeltjes af te vangen. Het is een grondstof voor de productie van dimethylsulfoxide, een belangrijk oplosmiddel, dat door oxidatie van dimethylsulfide verkregen wordt.